# Сербская литература
Сербская литература (серб. Српска књижевност) — литература на сербском языке.
История Сербской литературы обыкновенно делится на три периода: древний — до конца XIV или начала XV века, средний — до конца XVIII века, и новый (современный).

## Древняя литература
Сербская письменность развилась на почве хотя и родственной, но все же инославянской, а именно благодаря книгам Священного Писания и богослужебным, переведенным с греческого языка на древнецерковнославянский язык святыми Кириллом и Мефодием и их учениками и перешедшим в Сербию из Болгарии. Эти книги вследствие переписки их Сербскими писцами скоро стали пестреть различными особенностями сербской живой речи, и таким образом произошли сербские разновидности (изводы) древнецерковнославявских рукописей. Главною особенностью сербского правописания этих памятников является употребление ь вместо ъ, у — вместо большого юса (как и в русском правописании), е — вместо малого юса, иногда а вместо ь. К древнейшим образцам рукописей сербского извода относятся: «Мирославово евангелие» — превосходно сохранившийся апракос XII века, «Влканово евангелие» — начала XIII века, «Никольское евангелие» — конца XIV или начала XV века. Кроме книг церковного и духовно-нравственного содержания, сербы усвоили себе и почти весь остальной состав старой болгарской письменности, через которую тогдашние славяне восточного обряда знакомились вообще с византийскою литературой.
Вскоре сербы сделались и самостоятельными вкладчиками в общеславянскую литературу востока. Среди сербских книжников вращались те же назидательные сборники духовно-светского, иногда чисто исторического содержания (Палея, Златоструй, Пролог и пр.) или псевдонаучного (Физиолог и др.), какие обращались в Болгарии и России; то же можно сказать и о произведениях повествовательного характера, каковы, например, повести об Александре Македонском, о Троянской войне, о Девгении, о Варлааме и Иоасафе, а также о разных апокрифах и книгах, отвергнутых церковью (сочинения болгарского попа Иеремии, книги богомилов или патаренов и т. п.).
Гораздо более, чем во всех этих книгах, мы находим следов живой сербской речи в произволениях житейной письменности и памятниках права. Из первых особенно важны жития Стефана Немани, составленные сыновьями его Стефаном Первовенчанным и св. Саввой и хиландарским иноком Доментианом, учеником св. Саввы, написавшим также и его житие. Житие св. Саввы нашло и второго составителя в лице инока Феодосия. Болгарскому уроженцу Григорию Цамблаку, известному и по литературной деятельности в России, принадлежит житие Стефана Дечанского, другое жизнеописание которого встречается в житейном сборнике XIV века «Цароставник», или «Родослов».
В общем сербская «житейная» письменность не только не отличалась особенною высотою, но даже подверглась справедливому осуждению со стороны новейших исследователей (особенно А. Ф. Гильфердинга) за неумеренные преувеличения в восхвалениях, лицемерие, лесть и несоответствие велеречивого языка с ужасными иногда деяниями прославляемых лиц. Несколько особняком стоит замечательный для своего времени труд болгарского уроженца, «философа» Константина Костенчского — житие Сербского деспота Стефана, сына царя Лазаря, побеждённого турками на Косовом поле, по приёмам более напоминающее работы новейших историков, чем древних «житейных» писателей, и отличающееся верностью исторических сообщений; это — самое ценное сочинение из всей древнесербской житейной и исторической письменности.
Памятники права — договорные грамоты и т. п. — любопытны не только по своему языку, являющемуся образчиком тогдашней живой сербской речи, но и по подробностям бытового содержания; таковы, например, договор Кулина, бана боснийского, с князем Корвашем, дубровницким посланником (1189), «Винодольский закон» и особенно законник царя Стефана Душана, а также разные дарственные и другие грамоты как этого царя, так и других владетелей, и Фотиев номоканон, то есть сборник церковных постановлений.

## XVII—XVIII века
В среднем периоде сербской литературы исследователи различают, с одной стороны, расцвет её в Дубровнике и, как некоторое отражение этого явления, литературную деятельность писателей в Славонии и Босне, а с другой — возникновение в XVII—XVIII веках замершей было после Косова поля литературы в собственной Сербии и затем у австрийских сербов: это — так называемая славяно-сербская школа писателей, пытавшаяся поддержать старую литературную традицию и отстоять книжное единство с Русью. Дубровницкая литература, развившаяся под влиянием раннего итальянского Возрождения, представила целый ряд блестящих писателей, доведших разработку сербского языка и стиха до значительной степени силы и красоты. Андрей Качич-Миочич (1690—1760), как бы заканчивающий своею плодотворною деятельностью дубровницкую литературу, послужил, быть может, звеном, связывающим её с новым периодом сербской литературы. Из писателей боснийских наиболее замечателен Матия Дивкович (1563—1631), автор книг «Наук крестьански», «Бесиде свьрху (-о) евандельа недильних», «Сто чудеса», стихотворной легенды о св. Катерине и др. Среди писателей, действовавших в Славонии, более других заметен Матия Антун Релькович (1732—1778) с его стихотворным произведением «Сатир или ти диви човик» (1761), произведшим в своё время на сербский читающий мир глубокое впечатление; значение его в истории сербской литературы почти равно значению «Разговора» Качича-Миочича, так как здесь живо отразились духовный облик и материальное благосостояние современного автору славонского общества в изображениях чрезвычайно естественных и правдивых, чуждых чопорности и натянутости большинства тогдашних произведений сербской литературы.
Дубровницкую литературу следует отнести как по языку, так и по её историческим судьбам к одному из исторических периодов хорватской литературы. Вначале она, так же? как и средневековая собственно сербская, является скорее «письменностью», чем литературой. Язык ранней сербской письменности — не сербский народный, а «славяносербский» — смесь из русского, сербского народного и церковно-славянского языков. Эта литература находилась под сильным русским влиянием, так как сербские священники, почти единственные грамотные люди в это время, учились в России или имели русских учителей.
Славяно-сербская школа писателей, деятельностью патриарха Паисия (XVII века) связываемая с древней сербской письменностью, выставила несколько серьёзных деятелей, каковы Христофор Жефарович, Захарие Орфелин, Иоаким Вуич, Ракич, Терлаич и особенно Раич Иоанн (1726—1801), сочинение которого «История разных славянских народов, наипаче болгар, хорватов и сербов», представляя собою связный и систематический, хотя и без умелой критической обработки, рассказ о событиях южно-славянской истории, долго было единственным более или менее ценным источником сведений о прошлом балканских славян. Замечательная литературно-просветительная деятельность Досифея Обрадовича (1731—1811) с одной стороны завершает славяно-сербскую школу, с другой — является провозвестницей тех новых начал, которые легли в основание всей преобразовательной работы знаменитого начинателя новой сербской словесности Вука Караджича, литературным предтечею которого Обрадович может быть назван по преимуществу. Это — тип вечного странника-учителя, для которого интересы просвещения и книжного ученья являются самыми дорогими в свете. Его книга «Живот и приключения», заключающая в себе описание всей его тревожной жизни, полна глубокого интереса (см. Радченко, «Досифей Обрадович»). Другие выдающиеся его сочинения: изданные в Лейпциге в 1784 году «Советы здравого разума» — как бы курс практической морали «для Сербского народа» — и напечатанное в Вене в 1793 году «Собрание разных нравоучительных вещей на пользу и увеселение». Язык его заключает в себе, сравнительно с предшествовавшими писателями, гораздо более народных стихий, хотя ещё далеко не свободен от славянизмов; мировоззрение его в значительной степени носит рационалистический характер (напр., в вопросе о монастырях). В политическом отношении он был сторонником монархизма; Пётр Великий был для него образцом государя, заботящегося о народном благе и просвещении.

## XIX век
Вук Стефанович Караджич (1787—1864) является едва ли не замечательнейшею личностью новой сербской не только литературы, но и даже истории своего времени, по силе духа и оригинальности. Главнейшее содержание всей его долголетней научно-литературной деятельности может быть сведено к следующим главным пунктам: а) решительное употребление в книге чистого народного языка, взамен господствовавшего дотоле сербо-славяно-русского; б) утверждение в книге нового правописания (вуковица), основанного почти исключительно на звуковом начале и отличающего новую сербскую книгу как от старой сербской, так и от русской с болгарскою, где всё ещё господствует историко-этимологическое начало; в) требование от литературы знания народной жизни и песни и большего соответствия её изображений с действительностью; г) сообщение сербской искусственной поэзии подходящего к ней тонического стихотворного размера, близкого к народному или даже тождественного с ним, вместо господствовавших раньше метрического и силлабического размеров.
Все указанные элементы Вуковых преобразований должны были выдержать полувековую борьбу, прежде чем получили полное признание и затем неограниченное утверждение в литературе и жизни. Важнейшие из трудов Караджича: огромное собрание народных песен («Српске народне пјесме»), Сербская грамматика («Писменица србскога jeзикa»), знаменитый сербский словарь («речник» с немецким и латинским переводом слов — целая сокровищница не только языка, но и народной жизни, её обычаев, преданий, поверий и т. п.), несколько выпусков научно-литературного альманаха «Даница» (денница), С. перевод Нового Завета, «Народне србске пословице», «Ковчежичь за историю, jeзик и обичaje Срба» — сокровищница сербского народоописания, «Примјври србскославенского jeзикa». Деятельность Караджича была оценена не только сербами, но и другими славянами; в России, например, он был выбран в почётные члены разных учёных обществ и учреждений. Общеевропейская наука тоже высоко оценила замечательную деятельность ученого самородка; так, напр., выдающееся значение его трудов неоднократно признавал Якоб Гримм. Благодаря деятельности Вука изменилось и самое направление литературы у сербов: вместо сентиментальных романов и повестей Милована Видаковича (1780—1841) и ложноклассических произведений одописца Лушана Мушицкого (1777—1837) и эпика Симеона Милутиновича (1790—1847), «Сербиянка» которого представляет любопытную, далеко не бездарную смесь свежих народно-поэтических начал с безвкусными привнесениями — появился живой и бодрый романтизм с Алексеем Бранком Радичевичем (1824—1853) во главе. Главнейшие произведения этого маленького сербского Пушкина принадлежат к лирическому роду; поэмы его гораздо слабее, драм он совсем не писал. Наилучшими в сборнике его произведений («Песме») признаются «Дьячки растанак» (ученическое расставание) и «Путь». Первое произведение полно глубокого лиризма и богато роскошными описаниями природы; язык его замечателен: он «чист как слеза», по выражению Бранкова друга, знаменитого сербского филолога Юрия Даничича (1825—1882), проникновенно оценившего общественное и литературное значение поэзии Радичевича. 

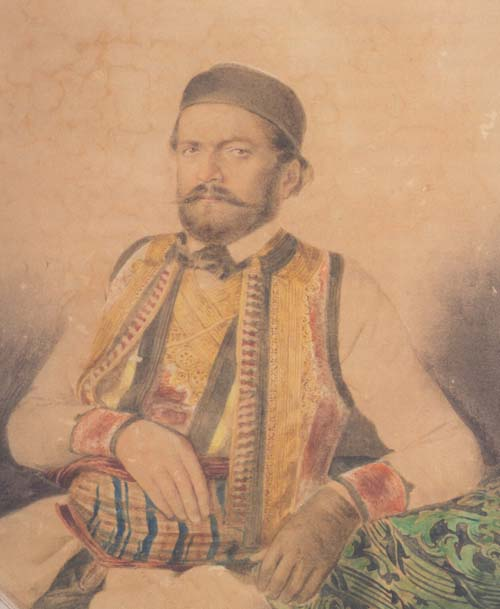
Великий поэт Негош

Славу первого сербского поэта делит с Бранком Радичевичем его современник Пётр II Петрович Негош (1814—1851), последний черногорский «владыка», ранняя кончина которого была почти такою же утратою для родной словесности, как и ещё более безвременная смерть Бранка. Крупнейшим произведением Негоша обыкновенно признается «Горски вјeнац», поэма, в драматической форме изображающая историческое событие конца XVII века — избиение черногорцами потурченцев, то есть своих собратий, принявших магометанство. Эта поэма полна замечательных по художественности и народности сцен, изображающих мысли и чувства народной души (русский стихотворный перевод сделан г. Лукьяновским. Поэтический наследник Бранка Радичевича, Йован Йованович-Змай (1833—1904), являлся одним из самых выдающихся сербских поэтов своего времени. Это тоже преимущественно лирик, в эпических произведениях являющийся лишь хорошим переводчиком мадьярских поэтов Араньи и Петефи, а также Пушкина, Лермонтова и др. Из лирических сборников его заслуживают особенного внимания «Розы» (Дюличи), «Увядшие розы» (Дюличи увеоци), «Источни (восточный) бисер» (см. «Рассвет», Киев, 1893, «Славянская Муза», СПб.). Хороши также его детские песни и юмористические стихотворения. Со Змаем Иовановичем делили славу Юрий Якшич и Лазарь Костич. Известны еще братья Ильичи: лирик Воислав и драматург Драгутин, а также Качянский. Значительною известностью пользуются и произведения черногорского князя Николая (драма «Балканская царица», «Нова кода» и др.), перу которого принадлежит столь распространенный по всему лицу сербства черногорский гимн «Онамо, онамо» («Туда, туда!», русский перевод В. Бенедиктова). Из драматургов известен еще Трифкович. Среди беллетрических произведений выдаются романы и повести Г. Атанацковича, С. Любиши, П. Адамова, М. Шабчанина, М. Миличевича, И. Веселиновича, С. Матавуля, Я. Игнятовича и особенно Лазара Лазаревича, почти все повести которого (напр., «Школьная икона», «У колодца», «Вертер» и др.) переведены и на русский язык.

## XX век
На пороге XIX—XX веков сербская литература поднимается на высшую ступень. Несмотря на то, что сербская литература в этот период не дала произведений, вошедших в мировую литературу, тем не менее, ряд сербских писателей не отстали от таких же, имеющих «местное» значение писателей других стран.
В XX веке в сербской литературе появилось множество молодых и талантливых писателей. Один из них — Иво Андрич, который за книгу «Мост на Дрине» (серб. На Дрини ћуприја), впервые опубликованную в 1945 году, получил в 1961 году Нобелевскую премию по литературе.
Андрич, Данило Киш рассматриваются как одни из самых известных сербских авторов, наряду с такими писателями, как Милош Црнянский, Меша Селимович, Борислав Пекич, Милорад Павич, Давид Албахари, Миодраг Булатович, Добрица Чосич, Зоран Живкович, Елена Димитриевич, Исидора Секулич и многие другие. Милорад Павич, пожалуй, наиболее известный сербский автор сегодня, прежде всего за его «Хазарский словарь» (серб. Хазарски речник), переведённый на 24 языка.